# Championnat d'Amérique du Sud féminin de volley-ball des moins de 18 ans 2004
Navigation
Édition précédente Édition suivante
Le 14e championnat d'Amérique du Sud féminin de volley-ball des moins de 18 ans s'est déroulé en 2004 à Guayaquil, Équateur. Il a mis aux prises les huit meilleures équipes continentales.

## Équipes présentes
- Argentine
- Brésil
- Chili
- Colombie
- Équateur
- Pérou
- Uruguay
- Venezuela

## Classement final
| Place              | Équipe    |
| ------------------ | --------- |
| Médaille d'or      | Brésil    |
| Médaille d'argent  | Argentine |
| Médaille de bronze | Venezuela |
| 4                  | Pérou     |
| 5                  | Chili     |
| 6                  | Colombie  |
| 7                  | Uruguay   |
| 8                  | Équateur  |